# Conservateur des antiquités et objets d'art
Le conservateur des antiquités et objets d’art (CAOA) est, en France, un agent de l'Etat, rattaché à la conservation régionale des monuments historiques (Direction régionale des Affaires culturelles), et chargé, dans un département, de la protection et de la conservation des objets mobiliers, meubles et immeubles par destination présentant un intérêt patrimonial.

## Histoire
Les conservateurs départementaux des antiquités et des objets d'art ont été créés par un décret du 11 avril 1908. Il s'agissait alors de prendre en charge la gestion du patrimoine mobilier des églises, après la loi du 9 décembre 1905 sur la séparation des églises et de l'État. Par la suite, leur mission s'est élargie et diversifiée et elle touche tous les types d'objets mobiliers ayant un intérêt patrimonial, y compris le patrimoine industriel et scientifique et les objets contemporains.
Le centenaire de cette institution a été célébré le 22 novembre 2008, sous la présidence de Christine Albanel, alors ministre de la culture et de la communication.

## Rôle du conservateur des antiquités et objets d'art
Dans chaque département, un conservateur des antiquités et objets d’art est chargé :
- de procéder aux recherches préparatoires que comporte l’inscription ou le classement au nombre des monuments historiques des objets mobiliers, meubles ou immeubles par destination visés par la loi du 31 décembre 1913[4] ;
- de proposer toutes mesures utiles pour assurer la sécurité des objets mobiliers classés parmi les monuments historiques, ou inscrits, dont les collectivités publiques sont propriétaires, affectataires ou dépositaires[5],[6];
- d’exercer à l’égard des objets mobiliers classés parmi les monuments historiques ou inscrits la surveillance que comporte l’application des articles 14 à 27 de la loi du 31 décembre 1913[7] ;
- de concourir à la préparation des programmes annuels de travaux de restauration et de présentation des objets mobiliers classés ou inscrits ;
- de suivre l’exécution de ces travaux, sous la responsabilité administrative du Conservateur régional des monuments historiques[8], en ce qui concerne les objets mobiliers classés, et sous la tutelle scientifique et technique de l’inspection des monuments historiques en ce qui concerne les objets mobiliers classés ou inscrits ;
- de conseiller d’une manière générale le préfet et les autorités locales pour tout ce qui a trait au recensement, à la protection, à la conservation, à la présentation et à la mise en valeur ou à l’aliénation ou la désaffectation cultuelle des objets mobiliers ou décors anciens de caractère historique ou artistique, non protégés au titre des monuments historiques ou des collections publiques (musées nationaux, musées classés ou contrôlés) appartenant à l’État, aux départements, aux communes ou aux établissements publics[9].

## Conditions de nomination des conservateurs des antiquités et objets d'art
Intervenant, souvent, en plus d’une autre activité, le conservateur départemental des antiquités et objets d'art est généralement un agent indemnitaire de l'État, nommé par arrêté ministériel après avis de la quatrième section de la Commission nationale des monuments historiques qui exerce les compétences relatives au classement des objets mobiliers et travaux sur les objets mobiliers classés. 
Toutefois plus d’un tiers des départements se sont déjà dotés de services compétents pour la sauvegarde et la mise en valeur du patrimoine mobilier. 
Le corps des conservateurs du patrimoine a vocation à répondre aux fonctions à exercer.
Placé sous l'autorité du préfet de chaque département, le Conservateur intervient en liaison avec la Direction régionale des Affaires culturelles, et peut être assisté d'un ou plusieurs conservateurs délégués.